# Indirekt bizonyítás
A matematikában és a logikában indirekt bizonyításnak nevezzük azt a fajta bizonyítást, amelyben feltesszük a bizonyítani kívánt állítás tagadását, majd ebből szabályos logikai lépések útján ellentmondásra jutunk valamilyen ismert ténnyel. Ez a bizonyítástípus alkalmazása az általánosabb reductio ad absurdum gondolatmenetnek.

## Formális leírása
A matematikai logika nyelvén az indirekt bizonyítás az alábbi séma szerint működik:
Ha
{\displaystyle S\cup \{p\}\vdash \mathbb {F} }
akkor
{\displaystyle S\vdash \neg p.}
vagy más megfogalmazásban
ha
{\displaystyle S\cup \{\neg p\}\vdash \mathbb {F} }
akkor
{\displaystyle S\vdash p.}
Itt {\displaystyle \mathbb {F} } a hamis logikai értéket, p pedig a bizonyítani kívánt állítást jelöli. {\displaystyle S} igaznak feltételezett állítások valamilyen halmazát (például egy matematikai terület axiómáit) jelenti.

## Példa
Az indirekt bizonyítási módszer egyik legismertebb alkalmazása a négyzetgyök 2 irracionalitásának Euklidésztől származó bizonyítása.